# 27383 Braebenedict
27383 Braebenedict è un asteroide della fascia principale. Scoperto nel 2000, presenta un'orbita caratterizzata da un semiasse maggiore pari a 2,3684563 UA e da un'eccentricità di 0,0729594, inclinata di 6,99115° rispetto all'eclittica.